# 메모리즈 (가넷 크로우의 음반)
《메모리즈(メモリ─ズ))》은 가넷 크로우의 아홉번째 정규 음반이다. 2011년 12월 7일에 발매되었다
전 정규 음반 《Parallel universe》으로부터 364일만에 발매되는 음반이며 초회한정반(CD+DVD)과 통상반(CD)으로 구성되어 있다.
나카무라 유리가 전 곡을 작곡하였고, 아즈키 나나가 전 곡을 작사, 후루이 히로히토가 모든 곡을 편곡하였으며, 구성품 내 들어있는 교체용 자켓은 나츠메 히라라가 그렸다.
초회한정반(GZCA-5241)은 2011년에 발매된 싱글《Smiley Nation》,《Misty Mystery》그리고 이번 앨범의 타이틀 곡《JUDY》등 4곡의 영상을 수록한
DVD가 첨부되어 있다. 구성품으로는 만화가 나츠메 히라라가 그린 교체용 자켓이 들어있고, 이번 앨범 구매자에 한 해, 특전 페이지를 접속할 수 있는데 특전 페이지에서는 만화가 나츠메 히라라 작품 《JUDY ~~大切な一步~(JUDY ~소중한 한 걸음~)》과 《Misty Mystery ~rain on me mix~》를 다운로드 할 수 있다. 
2011년 6월에 발매된 《Smiley Nation》의 타이틀 곡 「Smiley Nation」이 1번 트랙에 수록되었고, 같은 해 8월 말에 발매된《Misty Mystery》에 수록되어 있는 《live》가 2번 트랙《live～When You Are Near！～》으로 수록되어 있으며, 그리고 타이틀곡 「Misty Mystery」가 4번 트랙으로 수록되었다.
JUDY의 PV가 일본어 버전과 영어 버전이 공개되었다.

## 수록곡

### CD
1. Smiley Nation
2. live ～When You Are Near！～
3. JUDY
4. Misty Mystery
5. 一緒に暮らそう(함께 살자)
6. メモリーズ(Memories)
7. 静寂の concerto(정적의 콘서트)
8. 創世記Ⅰ(창세기Ⅰ)
9. ロンリーナイト (Lonely Night)
10. 英雄 (영웅)
11. Blue Regret

### DVD (초회한정판)
1. 《JUDY》 Music Clip
2. 《Misty Mystery》 Making
3. 《Misty Mystery》 Music Clip
4. 《Smiley Nation》 Music Clip